# 凤神八剑
《凤神八剑》是在千叶电视台放送，千葉県木更津市为舞台的特摄剧作品，木更津市的地方英雄。第9季將於2020年3月7日放送。

## 介绍
因為封印海底帝國的八把劍的封印被連夜的閃電解開，青年大和猛在捕抓海產時不小心發現秘之石，然后能變身成八劍，在知道，海底帝國在木更津市尋找封印之劍為復活他們的王，同時為此所以破壞木更津市的和平，大和知道此事后為重新封印海底帝國与守護木更津市的和平，決定變為八劍和海底帝國戰鬥。（页面存档备份，存于）

## 登場人物
大和武
木更津市的漁夫，因為在捕獲的海產中拾到一個木字的石頭，而獲得變身成八劍的機會，初時認為木字的石頭可以賣到很好的價錢，但看到海底帝國破壞木更津市的和平後，決定挺身而出保護木更津市的和平。
因擁有想保護一切的想法，而和八劍的意志合體在一起。
非常大吃，一人可吃四個人分量的東西，時間觀念差。
因為不想關心麻理的人傷心，而不想她變身成木更戰鬥。
性格上是會為別人犧牲自己的人，因為不想看到其他人受牽連而受傷，而選擇自己一人獨自戰鬥。
因不想一直依賴八劍的力量而進行特訓。（页面存档备份，存于）

橘麻理
八剱神社的巫女，非常關心爺爺，與武是青梅竹馬，暗戀著武，小時後常說長大後要成為武的新娘，表面上對武很嚴格，但其實內心是非常關心武。
在還沒變身成木更時，從多方面協助武。
在收拾古物時，找到木更的胸針。
為了救陷於困境的武，而和木更的意志合體。
不想武是八劍的身份被和知道，因為不想把他牽連進去。
因不想看到更多木更津市的居民傷心及看到武因獨自一人戰鬥而受傷，而選擇以木更的身份與武一起戰鬥。（页面存档备份，存于）

## 其他人物簡介
草薙 靭
經營者一間Key Coffee的店，麻理打工地方的老闆。
第二集說出上一代八劍的身份，常以其前八劍身份指導武。
異性緣相當差，介意被提到。
曾找到打敗金角禍的方法的缺頁。（页面存档备份，存于）
橘和
麻理的弟弟，好奇心旺盛，非常崇拜武。（页面存档备份，存于）
橘元治
麻理和和的爺爺，八剱神社的主持，劍道高手，因為其主持身份而對八劍的情報非常了解。（页面存档备份，存于）
狸貓雕像
只有有狸貓雕像的地方就可找到，普通人無法看到它的存在，只有變身成八劍和木更才可看到它的存在。
給予武和麻理情報，可感受封印之劍的氣息。（页面存档备份，存于）